# Diclidurus scutatus
Diclidurus scutatus é uma espécie de morcego da família Emballonuridae. 

## Distribuição
Pode ser encontrada na região amazônica do Brasil, Peru, Colômbia, Venezuela, Guiana, Suriname e Guiana Francesa.

## Ecologia
O intenso comportamento de pouso e voo desses morcegos torna sua detecção extremamente difícil, o que faz com que sejam pouco conhecidos.
Esses morcegos voam alto em espaços abertos, como acima de rios, córregos e lagoas, e acima do dossel da floresta. Eles são atraídos por concentrações de insetos ao redor de holofotes altos e estão entre as muitas espécies que voam ao redor dessas luzes, mesmo em cidades. Estão associados a habitats úmidos e florestas perenes. Podem ser encontrados até 1.000 m de altitude, mas costumam ficar na faixa de até 200 m.